# Margarete Freudenthal

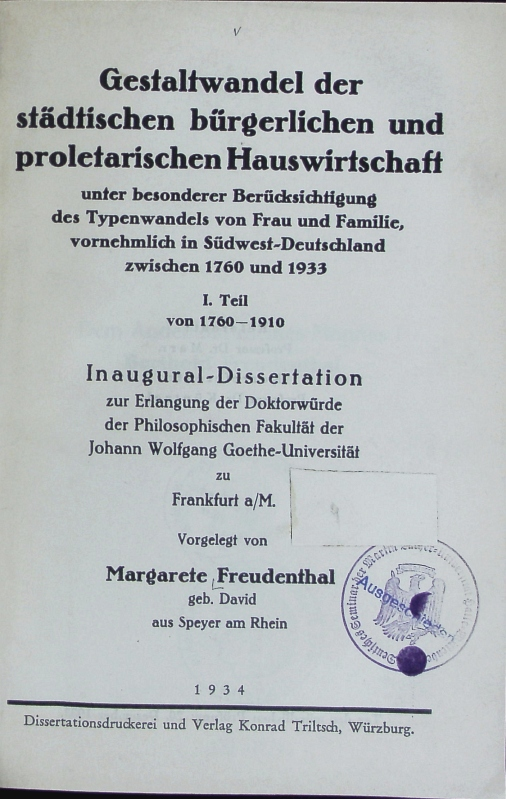
Dissertation (1934)

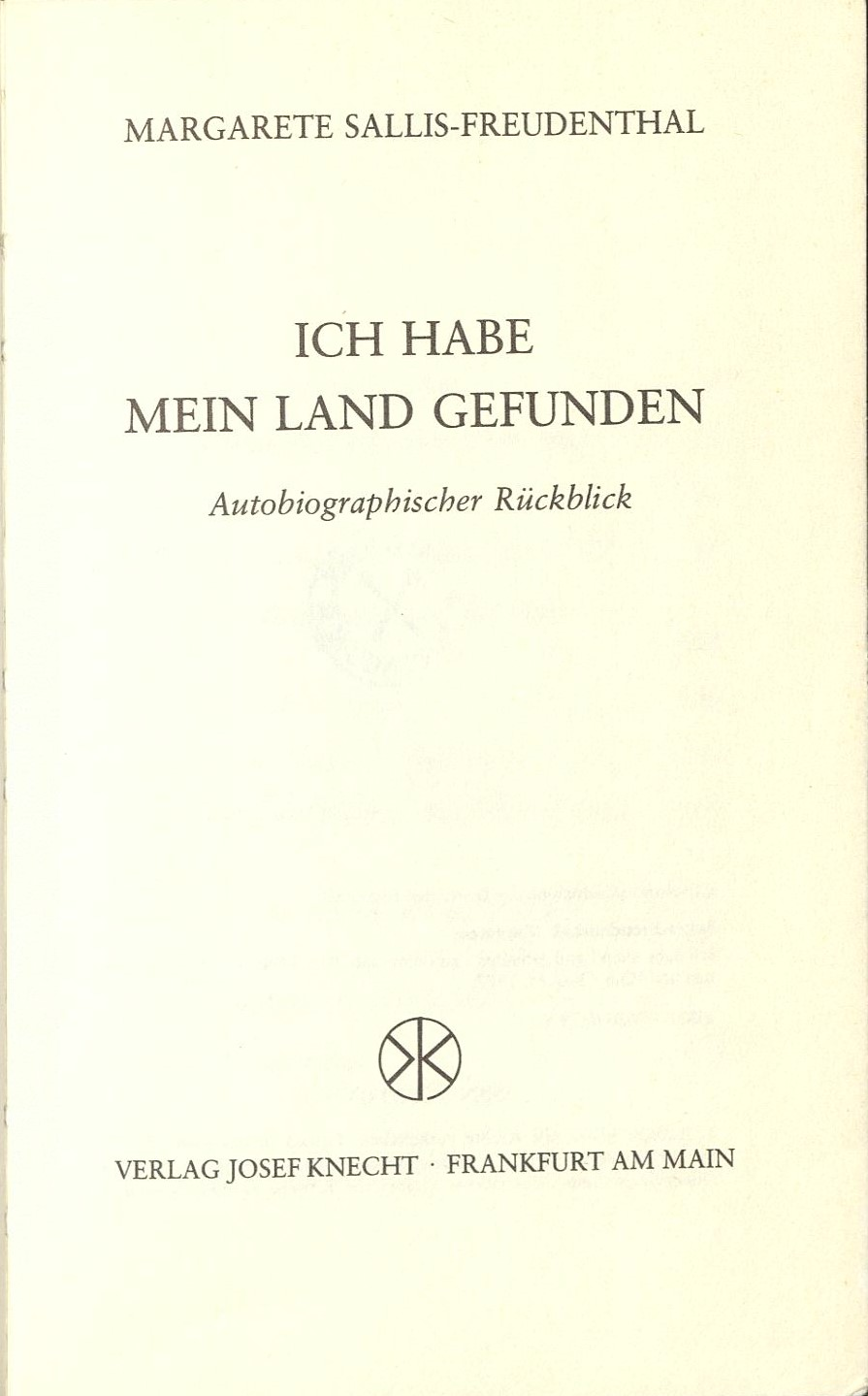
Erster Teil der Autobiografie (1977)

Margarete Sallis-Freudenthal (hebräisch מרגרט סאליס-פרוידנטל; geboren als Margareta David 15. August 1894 in Speyer; gestorben 16. November 1984 in Jerusalem) war eine deutschisraelische Soziologin.

## Leben
Margarete David war die einzige Tochter des wohlhabenden Kaufmanns Robert David, der 1932 starb, und der Elisabeth Hirsch. Die Familie zog 1904 von Speyer nach Frankfurt am Main. Die Familie war jüdischer Herkunft aber areligiös. David hatte bis zum Abitur eine Erzieherin, besuchte das Lyzeum Steimer und ab 1912 die Schillerschule. Ab 1914 studierte sie Kunstgeschichte, Philosophie und Nationalökonomie an der Universität Freiburg im Breisgau, Universität Frankfurt am Main und der Universität Berlin. Im Ersten Weltkrieg meldete sie sich in den Semesterferien als Militärhelferin im Bahnhofsdienst. Im Mai 1917 heiratete sie den erheblich älteren Juraprofessor Berthold Freudenthal, brach das Studium ab und war Ehefrau in einem gutbürgerlichen Haushalt mit Hausangestellten. Sie hatten den Sohn Klaus Freudenthal (1926–1995). Nach dem Tod ihres Mannes im Jahr 1929 studierte sie Soziologie in Frankfurt bei Karl Mannheim und wurde, da Mannheim 1933 nach der Machtübergabe an die Nationalsozialisten  emigrieren musste, beim Sozialhistoriker Georg Küntzel und bei Mannheims Nachfolger Heinz Marr mit einer Dissertation zur Geschichte der Hauswirtschaft promoviert. Das Manuskript des zweiten Teils ihrer Arbeit, der als Habilitationsschrift dienen sollte, ging später verloren und damit die darin verarbeiteten empirischen Befunde.
Freudenthal emigrierte 1934 mit der Mutter und ihrem Sohn nach Palästina. Sie heiratete dort den Ölkaufmann Shaie Sallis und arbeitete in dem Familienbetrieb in Netanja.
Sallis-Freudenthal veröffentlichte 1977 und 1982 in deutscher Sprache zwei Bände einer Autobiografie.

## Schriften (Auswahl)
- Gestaltwandel der städtischen, bürgerlichen und proletarischen Hauswirtschaft unter besonderer Berücksichtigung des Typenwandels von Frau und Familie, vornehmlich in Südwest-Deutschland zwischen 1760 und 1933. Teil 1: von 1760–1910. Würzburg: Triltsch, 1934. Frankfurt Diss. 1933
  - Gestaltwandel der städtischen, bürgerlichen und proletarischen Hauswirtschaft unter besonderer Berücksichtigung des Typenwandels von Frau und Familie, vornehmlich in Südwest-Deutschland zwischen 1760 und 1933. Teil 1: von 1760–1910. Vorwort Katharina Rutschky. Frankfurt: Ullstein, 1986
- Ich habe mein Land gefunden. Autobiographischer Rückblick. Frankfurt am Main: Josef Knecht, 1977
- Die Lilie des Scharon. Von Palästina zum Staate Israel. Frankfurt am Main: Josef Knecht, 1982